# Vittorio Prodi
Vittorio Prodi (né à Reggio d'Émilie le 19 mai 1937  et mort à Bologne le 29 juillet 2023) est un homme politique italien  membre du Parlement européen de 2004 à 2014 et  de l'Alliance progressiste des socialistes et démocrates.

## Biographie
Vittorio Prodi est né à Reggio d'Émilie en 1937 et est l'un des huit frères et sœurs de l'ancien Premier ministre Romano Prodi.
Diplômé en physique de l'université de Bologne, il s'est lancé dans une carrière d'enseignant, sans pour autant renoncer à la politique. Vittorio Prodi a été président de l'Action catholique de Bologne entre 1986 et 1992. En 1995, il est élu président de la province de Bologne, poste qu'il occupe pendant près de dix ans, jusqu'en 2004 année où il est élu  député européen. Au Parlement européen, Vittorio Prodi a siégé à la commission de l'industrie, de la recherche et de l'énergie. Il a  été suppléant de la commission de l'environnement, de la santé publique et de la sécurité alimentaire du Parlement européen, membre de la délégation pour les relations avec les États-Unis et suppléant de la délégation pour les relations avec la République populaire de Chine. En 2008, il a représenté le Parlement européen à la Conférence des Nations Unies sur le changement climatique à Poznań, en Pologne.
Vittorio Prodi est décédé à Bologne le 29 juillet 2023, à l'âge de 86 ans des suites d'une longue maladie.

### Carrière
- 1959 : Diplômé en physique à l'Université de Bologne
- Depuis 1983 : professeur associé au Département de Physique de l'Université de Bologne
- 1995–2004 : Président de la Province de Bologne
- 2001–2004 : Membre de la représentation provinciale de la conférence État – Villes – Gouvernements Locaux et de la Conférence Unifiée (État, Villes, Gouvernements Locaux et Régions)